# Guvernul Petru Pascari (1)
Guvernul Petru Pascari (1) este un cabinet de miniștri care a guvernat RSS Moldovenească în perioada 24 aprilie 1970 - 1 septembrie 1976.

## Componența cabinetului
- Președintele Sovietului de Miniștri

Petru Pascari (24 aprilie 1970 - 1 septembrie 1976)
- Vicepreședinte

Grigore Eremei (1970-1976)
- Ministrul afacerilor externe

Petru Pascari (24 aprilie 1970 - 1 septembrie 1976)
- Ministrul afacerilor interne

General-locotenent Nicolae Bradulov (1970-1976)
- Ministrul securității naționale (președinte al Comitetului pentru Securitatea Statului)

General Piotr Civertko (1970-1975)
General Arcadi Ragozin (1975-1976)
- Ministrul învățământului

Vasile Cherdivarenco (1971-1976)
- Ministrul achizițiilor

Gheorghe Stepanov (1971-1977)